# مرگ در مراسم خاکسپاری
مرگ در یک تشییع جنازه (۲۰۱۰) (انگلیسی: Death at a Funeral) فیلمی در ژانر کمدی است که در سال ۲۰۱۰ منتشر شد.
این فیلم نسخه‌ای بازسازی شده فیلمی بریتانیایی به همین نام است که در سال 2007 انتشار یافته. پیتر دینکلیج تنها بازیگری است که در هر دو نسخه حضور دارد.

## خلاصه فیلم
آرون و همسرش در خانه پدر آرون زندگی می‌کنند. آن‌ها دوست دارند خودشان خانه بخرند ولی مشکل مالی دارند. آرون از برادرش رایان کمک می‌خواهد ولی او کمک نمی‌کند و ...

## نسخه‌های دیگر
در کنار نسخه بریتانیایی، نسخه‌ای ایرانی از این فیلم با عنوان شرف خانواده فاضل در سال 1392 ساخته شد که در بخش نمایش خانگی منتشر شده است.